# Tonacacuahtlan
Tonacacuahtlan dans mythologie aztèque est la maison des dieux Tonacatecuhtli et Tonacacihuatl, située sur la terre.